# Motoneuron-Krankheit
Mit Motoneuron-Krankheit oder Motoneuron-Erkrankung wird eine klinisch und pathologisch inhomogene Gruppe neurodegenerativer Erkrankungen des Motoneurons bezeichnet, die auch angeborene Formen umfasst. Es können das obere, das untere Motoneuron oder beide Motoneurone betroffen sein.
Synonyme sind: englisch motor neuron disease; motor neurone disease; MND
Erkrankungen des oberen Motoneurons werden als spastische Spinalparalyse, die des unteren Motorneurons als spinale Muskelatrophie bezeichnet.
Poliomyelitis und das Post-Polio-Syndrom betreffen gleichfalls das untere Motoneuron.
Mitunter wird die (englische) Abkürzung „MND“ synonym für die häufigste Motoneuron-Erkrankung, die Amyotrophe Lateralsklerose, verwendet.
Zu der Gruppe der Motoneuron-Krankheiten gehören:
- amyotrophe Lateralsklerose (ALS) (oberes und unteres Motoneuron)
- spastische Paraplegie (HSP) (oberes und unteres Motoneuron)
- primäre Lateralsklerose (PLS) (oberes Motoneuron)
- progressive Muskelatrophie Duchenne-Aran (PMA) (unteres Motoneuron)
- progressive Bulbärparalyse (PBP) (unteres Motoneuron bulbär)
- Pseudobulbärparalyse (oberes Motoneuron bulbär)

ferner die
- Motoneuron-Krankheit Madras
- Spinale Muskelatrophie mit Atemnot Typ 1 und Typ 2

## Vorkommen
Die Krankheit tritt insbesondere bei Menschen auf, die regelmäßig physischer Gewalt im Kopfbereich ausgesetzt sind. Im Sportbereich sind insbesondere Rugby- oder American-Football-Spieler in den Profiligen betroffen.